# Christopher Moore
Pour les articles homonymes, voir Moore.
Œuvres principales
- Un blues de coyote

Christopher Moore, né le 1er janvier 1957 à Toledo dans l’Ohio, est un écrivain américain de roman policier et fantastique.

## Biographie
Christopher Moore abandonne ses études à seize ans, puis enchaîne les petits boulots : couvreur, épicier, courtier d’assurance, serveur. Il s'inscrit finalement à l’Université de l'Ohio, puis s'installe en Californie et suit des cours à la Brooks Institute of Photography de Santa Barbara. Il publie en 1992 Demonkeeping, un premier roman qui mêle humour et fantastique, dont les droits seront achetés par Disney, et se consacre depuis à plein temps à l’écriture. Ce roman se déroule à Pine Cove, un village fictif côtier de Californie. Le village est aussi au centre du récit de Le Lézard lubrique de Melancholy Cove (The Lust Lizard of Melancholy Cove, 1999), où un monstre marin s'attaque aux habitants du village à qui on a supprimé les antidépresseurs, et de Le Sot de l’ange (The Stupidest Angel: A Heartwarming Tale of Christmas Terror, 2004) où un enfant de 7 ans qui a vu le Père Noël prie pour son retour, alors que la plupart des villageois sont complètement paumés.
Un blues de coyote (Coyote Blue, 1994) et La Vestale à paillettes d’Alualu (Island of the Sequined Love Nun, 1997) sont des romans noirs farcis d'humour et de surnaturel. Avant d'écrire La Vestale à paillettes d’Alualu, soucieux de chaque détail, « Moore a vécu deux mois dans les îles du Pacifique pour s'imprégner de son sujet », lorsqu'un pilote de jet est envoyé pour une mission médicale en Micronésie où il se trouve confronté à de mystérieux événements. Les Dents de l’amour (Bloodsucking Fiends: A Love Story, 1995) raconte l’histoire de Jody, une jeune femme mordue par un vampire et qui en découvre les avantages et les inconvénients. Devant le succès de l’ouvrage et le retour au premier plan des vampires, Christopher Moore propose une suite à ce roman avec D’amour et de sang frais (You Suck: A Love Story, 2007) et Bite Me: A Love Story (2010).
« Iconoclaste, Moore a imaginé la vie de Jésus raconté par son ami d'enfance » dans L'Agneau (Lamb: The Gospel According to Biff, Christ's Childhood Pal, 2002).
Christopher Morre est l'auteur d'une quinzaine de romans, dont neuf ont été traduits en France, d’abord au sein de la collection Série noire, puis chez Calmann-Lévy dans la collection Interstices.

## Œuvre

### Romans

#### SériePine Cove
1. (en) Practical Demonkeeping, 1992
2. Le Lézard lubrique de Melancholy Cove, Gallimard, coll. « Série noire » no 2669, 2002 ((en) The Lust Lizard of Melancholy Cove, 1999), trad. Luc BarangerRéédition, Gallimard, coll. « Folio policier » no 432, 2006
3. Le Sot de l’ange, Calmann-Lévy, coll. « Interstices » no 4, 2006 ((en) The Stupidest Angel: A Heartwarming Tale of Christmas Terror, 2004), trad. Luc Baranger

#### SérieLove Story
1. Les Dents de l’amour, Calmann-Lévy, coll. « Interstices » no 12, 2008 ((en) Bloodsucking Fiends: A Love Story, 1995), trad. Luc BarangerRéédition, Le Livre de poche, coll. « Fantastique » no 32156, 2011
2. D’amour et de sang frais, Calmann-Lévy, coll. « Interstices » no 19, 2009 ((en) You Suck: A Love Story, 2007), trad. Luc Baranger
3. (en) Bite Me: A Love Story, 2010

#### SérieFool
1. Fou !, L'Œil d'or, 2017 ((en) Fool, 2009), trad. Anne-Sylvie Homassel
2. (en) The Serpent of Venice, 2014
3. (en) Shakespeare for Squirrels, 2020

#### SérieNoir
1. (en) Noir, 2018
2. (en) Razzmatazz, 2022

#### Romans indépendants
- Un blues de coyote, Gallimard, coll. « Série noire » no 2531, 1999 ((en) Coyote Blue, 1994), trad. Luc BarangerRéédition, Gallimard, coll. « Folio policier » no 365, 2005
- La Vestale à paillettes d’Alualu, Gallimard, coll. « Série noire » no 2572, 2000 ((en) Island of the Sequined Love Nun, 1997), trad. Luc Baranger
- L’Agneau, Gallimard, coll. « Série noire » no 2707, 2004 ((en) Lamb: The Gospel According to Biff, Christ's Childhood Pal, 2002), trad. Luc BarangerRéédition, Gallimard, coll. « Folio policier » no 482, 2007
- Le Secret du chant des baleines, Gallimard, coll. « Série noire », 2006 ((en) Fluke, or, I Know Why the Winged Whale Sings, 2003), trad. Luc Baranger
- Un sale boulot, Calmann-Lévy, coll. « Interstices » no 7, 2007 ((en) A Dirty Job, 2006), trad. Luc Baranger
- Sacré Bleu, Équateurs, 2015 ((en) Sacré Bleu, 2012), trad. Luc Baranger
- (en) Secondhand Souls, 2015
- (en) Anima Rising, 2025

### Nouvelles
- (en) Our Lady of the Fishnet Stockings, 1987
- (en) Cat's Karma, 1987

### Bande dessinée
- The Griff (2011), scénario coécrit avec Ian Corson, dessins de Jennyson Rosero